# Cereopsius aureomaculatus
Cereopsius aureomaculatus är en skalbaggsart som beskrevs av Stefan von Breuning 1968. Cereopsius aureomaculatus ingår i släktet Cereopsius och familjen långhorningar.
Artens utbredningsområde är Laos. Inga underarter finns listade i Catalogue of Life.